# 春華堂
有限会社春華堂（しゅんかどう）は、日本の静岡県浜松市中央区にある菓子製造会社。主力商品である浜松銘菓「うなぎパイ」は「夜のお菓子」というキャッチコピーともども全国的に知名度が高い。地元では和菓子と洋菓子を取り扱う老舗菓子店として知られている。

## 歴史

### 芳蔵の時代
幕末も最末期の慶応元年（1865年）、宇津ノ谷峠で茶屋を営む家に生まれたのが、創業者・山崎芳蔵である。当時の宇津ノ谷峠は、駿河国の志太郡有渡郡宇津ノ谷村と志太郡岡部宿を繋ぐ東海道の峠で、間の宿の役割も果たしていた。現在の地名で言えば、静岡県の静岡市駿河区宇津ノ谷と藤枝市岡部町岡部坂下の境にある峠で、国道1号（旧・東海道）が通っている。
江戸時代における宇津ノ谷峠は、陸上交通網の大動脈であった東海道が通じる要衝だけに、茶屋も実入りが良かったと考えられるが、明治時代は入ると一転、参勤交代が撤廃されたことも大きく響き、往来の賑わいは失われた。そのような宇津ノ谷峠から新しい商売を求めて芳蔵青年が街に出たのは、1887年（明治20年）、蒸気機関車の鉄道駅（浜松駅）の開通を数年後に控える浜松（浜松城下）であった。その一角の静岡県敷知郡浜松鍛冶町（現・浜松市中央区鍛冶町）にて、芳蔵は露天式の店を始め、白花豆の甘納豆を独自で売り出して人気を得るようになる。この和菓子店が、春華堂の起源にあたる。開業当初の主力商品であった甘納豆は、浜松の名産品であった浜納豆をヒントに独学で開発したという。1889年（明治22年）4月16日、鉄道局の官設鉄道（国鉄の前身）東海道線が静岡駅まで延伸することで新橋駅までの既存線と直結すると、浜松駅は途中駅として開業に漕ぎ着け、ここに、鉄道旅の手土産（土産菓子）を求める人々を重要な顧客とする春華堂の歴史が幕を開けた。

### 幸一の時代
第二次世界大戦後、息子・山崎幸一の代になると、新たな創作菓子「知也保（ちゃぼ）」を売り出した。同品は鶏卵の形した最中で、菓子としては珍しい実用新案を取得したり、文化人・武者小路実篤が和歌に詠むなど、高い評価も得た。当社はその後も新しい菓子の創作を追求し続け、そうして浜松らしい菓子をと考案したのが「うなぎパイ」であった。うなぎパイの躍進はまさしく“鰻登り（うなぎのぼり）”であり、それと共に当社は日本の高度経済成長期と相まって全国にその名を知られるようになった。

### うなぎパイ誕生50周年事業
うなぎパイが生誕50周年を迎えた2011年（平成23年）は、記念事業の一環として年間を通じて様々なイベントが行われた。主なイベントは以下のとおり。
- 1月 - 50周年記念CMを放送開始。コマーシャルソング「うなぎのじゅもん」は小椋佳が作曲・作詞した。主演には女優・逢沢りなを起用。
- 4月 - 記念制作ドラマ『誰よりも君を愛す!』の放映。テレビ静岡制作・フジテレビ系列放映。CMも特別なものを制作。同作品に出演した春風亭昇太が浜松の名所を紹介するミニ番組風であった。

- 7月 - 記念落語イベントの開催。4月のドラマ設定地であった浜松での落語会を実際に開催。春風亭昇太、ほか。
- 8月 - 広告宣伝車「うなぎパイトラック」（いすゞ・フォワード）を使ったPRキャラバンイベントの開始[3]。「うなぎパイ」の名を冠したアドトラック（広告宣伝用トラック。■右側に画像あり）で、関東から関西圏にかけての広い地域でイベントを開催[3]。翌年にこの収益の一部を活用したイベントを東日本大震災の被災地で行なった。通常時の「うなぎパイトラック」は、製造工程の見学等ができる「うなぎパイファクトリー」に展示されているが、イベントの開催に合わせて全国各地を移動した[3]。模型の「うなぎパイ」は、鉄骨フレームと発泡素材の樹脂、袋はポリ塩化ビニル製で、印刷の文字や袋の皺、風合いに至るまで細部にわたって忠実に再現されている[3]。体積は本物の「うなぎパイ」の2万本分に相当する[3]。加えて、このトラックをモデルにしたトミカのミニカーも、直営店にて2012年（平成24年）1月から、価格1,575円、限定3,000個で販売された[3][4]。なお、春華堂とトミカのコラボ企画はこの時が3回目。1回目はトミカ側から持ち込まれた企画でチョロQの配送トラック（車体は白地、荷台は銀地）[注 1]を発売した[4]。これが好評であったことから、2回目は春華堂からの企画でミニカーの運搬車が実現している[4]。

### 手土産 うなぎパイ
2019新型コロナウイルスによる急性呼吸器疾患は、中華人民共和国湖北省の武漢市で2019年後期に発生し、明くる2020年に入ってアウトブレイクからパンデミックへと発展した。日本も深刻な事態に陥り、防疫上の事由で人の物理的交流も経済活動も大幅な自粛を余儀なくされた。そのような鬱屈した社会情勢にあった同年（令和2年）3月、東海道新幹線が大幅減便（乗客数で前年同期〈3月1日-9日〉比56%マイナス）し、この路線を主要販売先としていた「うなぎパイ」の同年3月の売上高大幅減（通常の半分程度に減少）に繋がった。そのため、大久保工場（日産20万-30万本）を同月13日から21日まで操業を停止することとなった。うなぎパイとそれを土産菓子として購入する東海道新幹線の乗客との関連性の強さは、世間の関心を引き、マスコミ各社がこぞって報道した。もっとも、実際には同じ事由による高速道路サービスエリアでの土産需要の大幅減も影響している。さらにその後、操業停止期間は無期限延長されたが、SNSでこれを知った一般消費者の「買って支援する」という動きが広がりを見せて需要が回復し、在庫対応するという当初の計画を変更、18日に生産を再開した。
その後、感染のさらなる拡大を受け、同年4月10日以降より再び生産を休止し、その後製造を再開したものの、2021年の緊急事態宣言の再発令でも需要減が見込まれるため、生産量を減らすことになった。
また、小麦粉などの原料や包装材が高騰していることから、2022年4月1日から最大で約10%の値上げを実施した。

### 年表

#### 明治・大正時代
- 1887年（明治20年） - 宇津ノ谷峠の山崎芳蔵が、浜松に出て露天式の店を始め、白花豆の甘納豆を独自で売り出して人気を得る。
- 1889年（明治22年）4月16日 - 東海道線の静岡駅-浜松駅間が開通。これに合わせて山崎芳蔵が浜松（静岡県敷知郡浜松鍛冶町、現・浜松市中央区鍛冶町）に店舗を構える。

#### 昭和時代
- 1941年（昭和16年） - 2代目・山崎幸一が鶏卵からヒントを得て卵型最中「知也保（ちゃぼ）」を考案し、実用新案を取得して話題となる。
- 1949年（昭和24年）12月 - 浜松市鍛冶町三丁目（現・浜松市中央区鍛冶町）にて、有限会社春華堂の設立。
- 1961年（昭和36年）9月 - 「うなぎパイ」の発売。
- 1967年（昭和42年）3月 - 浜松市神田町（現・浜松市中央区神田町553）にて、株式会社うなぎパイ本舗の設立。
- 1970年（昭和45年）1月 - 前年に開通した東名高速道路を記念し、「うなぎパイ ナッツ入り」を発売。
- 1986年（昭和61年） - 山崎幸一が代表取締役社長を退任し、替わって長男・山崎泰弘が就任[11]。
- 駅前ビル 19981988年（昭和63年）12月[12] - 創業100周年事業の一環で、新浜松駅の南、JR東海の高架付近の交差点近くにて[13][14]、6階建の駅前ビル（自社ビル）が完成。その1階で、駅前ビル店の営業を開始[12]。

#### 平成時代
- 1993年（平成5年）
  - 1月 - 「うなぎパイ ミニ」の発売。
  - 4月 - 「うなぎパイ V.S.O.P.」の発売。
- 2001年（平成13年）1月 - 浜松市神田町にて、洋菓子工場（神田工場）が完成し、操業開始。
- 2002年（平成14年）4月 - 浜松市鍛冶町の本店を改装。
- 2004年（平成16年）夏 - 遠鉄百貨店 新館B1F にて、春華堂のフラグシップショップ「nicoe店の開業[15]。
- 2005年（平成17年）
  - 3月[16] - 浜松市西区（現・中央区）大久保町（大久保工場の敷地内）にて、うなぎパイファクトリーの操業開始[17]。
  - 4月[16] - うなぎパイファクトリーが、一般の工場見学を受け入れを開始[16]。その後、社会科見学ブームのなか、年間約68万人が訪れる人気観光スポットになる[17]。
- 2007年（平成19年）11月 - 佐藤店の営業開始。
- 2009年（平成21年）6月 - 佐鳴湖パークタウン店の改装。
- 2011年（平成23年）
  - 1月 - この年、うなぎパイ誕生50周年を迎え、年間を通じて記念事業を展開することとなる。詳しくは「うなぎパイ誕生50周年事業」を参照のこと。
  - 8月 - 広告宣伝車「うなぎパイトラック」を使ったPRキャラバンイベントの開始[3]。
- 2012年（平成24年）1月 - 「うなぎパイトラック」をモデルにしたトミカのミニカーが3千台限定で販売される[3]。
- 2014年（平成26年）
  - 5月31日 - 駅前ビル店閉店[12]。その後、駅前ビルも解体される。
  - 7月1日 - この時点で、直営店は、本店、本社工場売店、佐藤店、佐鳴湖パークタウン店、大久保売店の、合計5店[18]。
  - 7月20日 - 浜松市浜北区（現・浜名区）染地台6-7-11にて、コミュニティー施設を兼ねた新業態の広大な施設「nicoe（ニコエ）」を開業[12][19]。また、同日、「うなぎパイ」以来53年ぶりの新ブランドとして、和の「五穀屋（ごこくや）」と洋の「coneri（こねり）」を立ち上げ、nicoe内の第1号店にて発売し、インターネット販売も同時に開始する[19]。
  - 月日未確認 - 浜北工場の操業開始／神田工場から[16]、浜北区染地台にある「きらりタウン」敷地内（住所は染地台6-8-7）へ主力工場を移転。
- 2015年（平成27年）12月18日 - 5月11日に着工した駅前ビルの解体が完工[13][14]。
- 2017年（平成29年）6月1日 - 山崎貴裕が代表取締役社長に就任[20]。前社長の山崎泰弘は会長に就任[20]。

#### 令和時代
- 2020年（令和2年）3月 - コロナウイルス疫禍で、うなぎパイの売上が大幅に減り、大久保工場の稼働を一時休止する。「手土産 うなぎパイ」にて詳説。

- 2021年（令和3年）4月12日 - 浜松市中区神田町553（現・中央区神田町553）に、春華堂本社複合施設「SWEETS BANK（スイーツバンク）」オープン。

### 社長
- 初代社長 山崎芳蔵（やまざき よしぞう）

幕末も最末期の慶応元年（1865年）、宇津ノ谷峠で茶屋を営む家に生まれる。宇津ノ谷峠は、現在の地名では、静岡県の静岡市駿河区宇津ノ谷と藤枝市岡部町岡部坂下の境にある峠で、国道1号（旧・東海道）が通る。当時は駿河国の有渡郡宇津ノ谷村（幕藩体制下の駿州御料宇津ノ谷村）と志太郡岡部宿（幕藩体制下の駿州御料岡部宿）を繋ぐ峠で、往来の絶えない東海道が通じていた。間の宿であった宇津ノ谷の、特に「上の集落」には、峠を上ってきた旅人が一服する茶屋が連なっていた。
1887年（明治20年）、浜松で菓子店を開業。これをもって当社・春華堂の創業としている。
- 第2代社長 山崎幸一（やまざき こういち）

山崎芳蔵の息子として浜松で生まれる。
1941年（昭和16年）に「知也保（ちゃぼ）」を開発。1949年（昭和24年）には、有限会社春華堂を設立。そして、1961年（昭和36年）に「うなぎパイ」を開発している。
- 第3代社長 山崎泰弘（やまざき やすひろ） [11]

1947年（昭和22年）、山崎幸一の長男として浜松市で生まれる。法政大学社会学部卒業。
1970年（昭和45年）、当社の取締役として入社。1986年（昭和61年）、代表取締役社長に就任。2017年（平成29年）6月1日、代表取締役社長を担任し、代表取締役会長に就任。
- 第4代社長 山崎貴裕（やまざき たかひろ） [22]

1974年（昭和49年）、山崎泰弘の息子として浜松市で生まれ育つ。1992年（平成4年）、国士舘大学政治経済学部二部への入学を機に上京。1998年（平成10年）、同大学を卒業。
2001年（平成13年）、当社に入社。2017年（平成29年）6月1日、代表取締役社長に就任。

## 主な製品

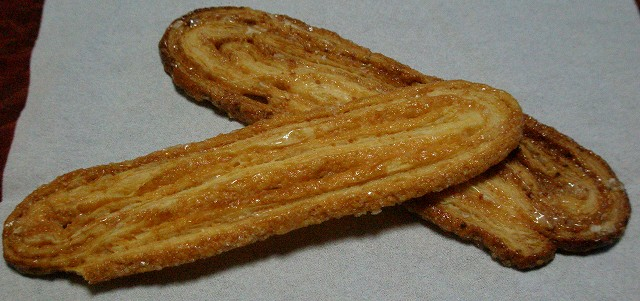
うなぎパイ

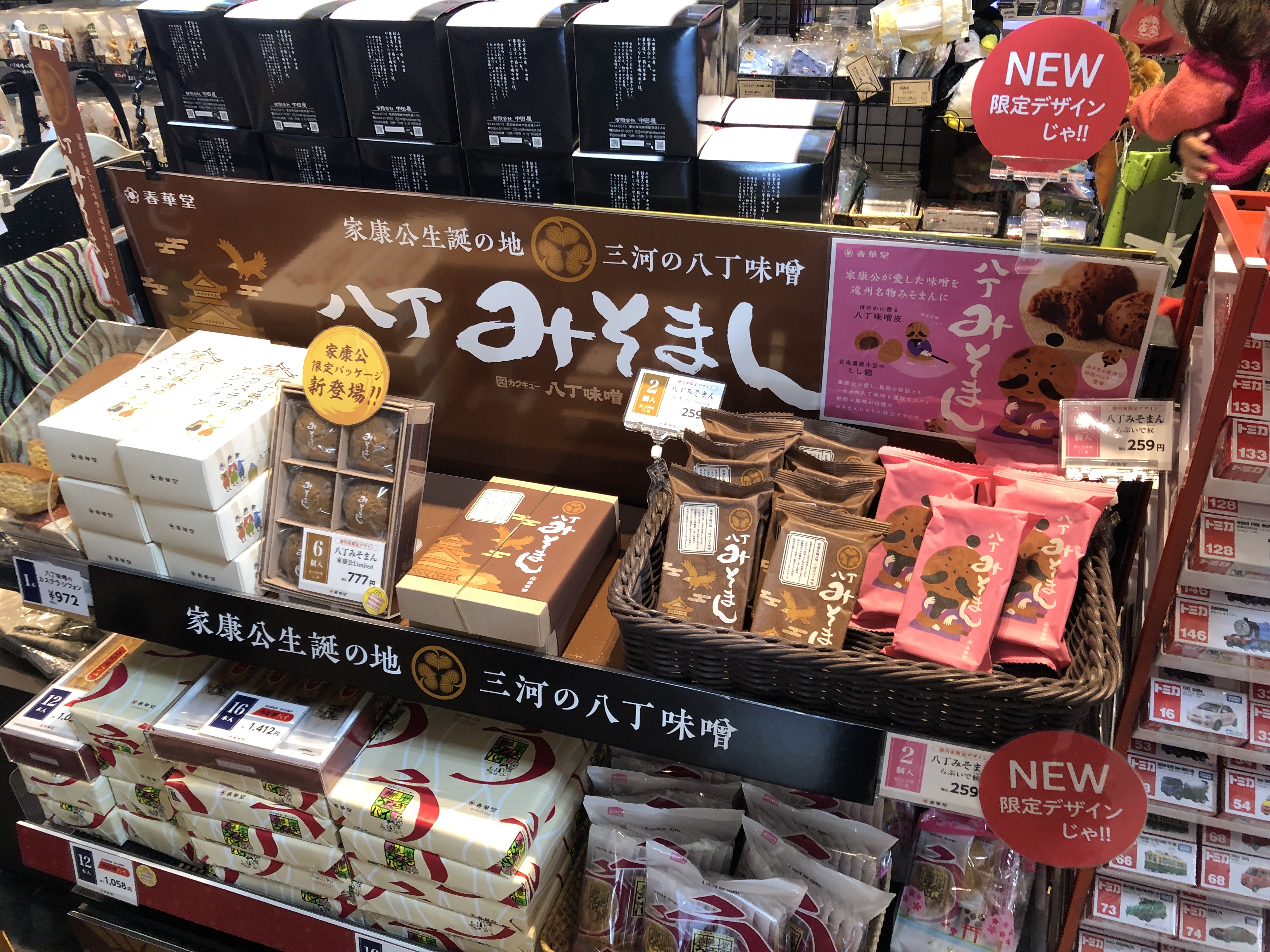
八丁みそまん

うなぎパイは“無印”を含め 4種類が販売されている。以下に挙げた以外にケーキ類も取り扱っている。
- うなぎパイ

当社の定番商品で、主力商品。浜松銘菓。「夜のお菓子」というキャッチコピーと共に国内での知名度は高い。1961年（昭和36年）発売。

- うなぎパイ ナッツ入り - アーモンド入り。1970年（昭和45年）発売。
- うなぎパイ ミニ - ナッツと蜂蜜の入ったミニサイズ。1993年（平成5年）発売。
- うなぎパイ V.S.O.P. - キャッチコピーは「真夜中のお菓子」。ブランデーとマカダミアナッツを含む。1993年（平成5年）発売。

- しらすパイ - 静岡県産の「しらす（ウナギの稚魚）」の風味を配合したパイ。
- すっぽんパイ - キャッチコピーは「朝のお菓子」で、浜名湖伝統の養鼈（養殖すっぽん）のエキスを配合したパイ。
- うなぎサブレ - 浜名湖産うなぎの粉スパイスを配合したサブレ。
- うなまん - 浜名湖産うなぎの粉を配合した饅頭。
- 知也保の卵（ちゃぼのたまご） - 浜松銘菓。うなぎパイの誕生以前の主力商品。鶏卵の形の最中。白餡に鶏卵の黄身を織り込んでいる。1941年（昭和16年）発売。
- 八丁みそまん - カクキューの八丁味噌を使った饅頭。
- 田舎みそまん - 遠州磐田産の三年熟成味噌を使った饅頭。
- 箱根路みそまん - 加藤兵太郎商店の味噌を使った饅頭。
- 麦こがし - 麦焦がし（大麦の香煎。麦を煎って粉にしたもの。はったい粉）を練り込んだ饅頭。

## 施設

### 事務所
- 本社 - 静岡県浜松市中央区神田町553に所在[gm 2]。
- 大久保工場 営業本部 - 工場と同じ。

### 生産拠点
- 大久保工場 - 静岡県浜松市中央区大久保町748-51に所在[gm 3]。
- 浜北工場 - 静岡県浜松市浜名区染地台6-8-7に所在[gm 4]。

### 直営店
- 本店 - 静岡県浜松市中央区鍛冶町321-10に所在[gm 5]。うなぎパイの発祥地で、浜松の中心街にある[23]。
- 神田売店 - 静岡県浜松市中央区神田町553に所在[gm 6]。
- 佐鳴湖パークタウン店 - 静岡県浜松市中央区富塚町1928-8に所在[gm 7]。佐鳴湖の畔にある地域密着店[24]。
- 佐藤店 - 静岡県浜松市中央区佐藤2-35-23に所在[gm 8]。[25]
- うなぎパイファクトリー - 所在地は大久保工場と同じ[gm 9]。[26]
- nicoe（ニコエ）店 - 静岡県浜松市浜名区染地台6-7-11に所在[gm 10]。春華堂のフラグシップ店として2014年（平成26年）夏に開店した[15]。
- 遠鉄百貨店 - 静岡県浜松市中央区砂山町320-2 遠鉄百貨店 新館B1F に所在[gm 11]。[27]

### SWEETS BANK (スイーツバンク)
- 2021年4月12日、浜松いわた信用金庫との協働事業によりオープンした複合施設。約2100坪の敷地に、春華堂の本社機能のほか、旗艦店、春華堂直営のカフェ＆ベーカリー「とらとふうせん」、浜松いわた信用金庫森田支店、コミュニティースペースなどが併設されている。[28]

## 関連企業
- 株式会社うなぎパイ本舗

1967年（昭和42年）3月設立の子会社。静岡県浜松市中央区神田町553に所在。

## 販売促進等

### 広告
広告宣伝車「うなぎパイトラック」については、当該記事を参照のこと。
当社のコマーシャルソングは 小椋佳が手がけていることでも知られる。これは当社の主取引銀行がみずほ銀行（旧・第一勧業銀行）であり、小椋が当時浜松支店長をしていた際の縁といわれている。
有名なCM出演者としては、地元出身の女優・鈴木砂羽が2017年（平成29年）から「うなぎパイ」の商品イメージモデルを務めている。うなぎパイをこよなく愛する癖の強い女優・鈴木砂羽をコミカルに演じており、ひとかけらも残さず食べるのがポリシーで、もし残した時は“鈴木砂羽を辞める”と言う。

### その他
春華堂は、うなぎパイの愛好者などの要望に応えて、あるいはその支持を見込んで、“グッズ”と呼べるような商品もを発売することもある。先述したトミカとのコラボ企画もののうち、チョロQのほうは工場見学の参加者達の要望を受けての発売で、ミニカーのほうは人気を見込んでの発売であった。うなぎパイ2本収納という変わったデザインのiPhoneケース（2017年発売）などもある。2021年4月28日、「うなぎパイキャリーケース」が発売された。2022年10月10日、「うなぎパイ オリジナル絆創膏」が発売された。過去にノベルティで作成したものを商品化したもので、デザインはパイ生地柄とパッケージ柄の２種。